# Josip Lovrić
Josip Lovrić je hrvatski bivši košarkaš.
Igrao je krajem 1980-ih i početkom '90-ih.

## Klupska karijera
S Jugoplastikom je 1988./89. osvojio Kup europskih prvaka. Igrali su: Toni Kukoč, Dino Rađa, Zoran Savić, Velimir Perasović, Duško Ivanović, Zoran Sretenović, Goran Sobin, Žan Tabak, Luka Pavičević, Aramis Naglić, Petar Naumoski, Velibor Radović, Josip Lovrić, Teo Čizmić, Paško Tomić, a vodio ih je Božidar Maljković.